# Collegio plurinominale Lombardia 1 - 02 (2017)
Il collegio elettorale plurinominale Lombardia 1 - 02 è stato un collegio elettorale plurinominale della Repubblica Italiana per l'elezione della Camera tra il 2017 ed il 2022.

## Territorio
Come previsto dalla legge elettorale italiana del 2017, il collegio è stato definito tramite decreto legislativo all'interno della circoscrizione Lombardia 1.
Il collegio comprendeva la zona definita dai quattro collegi uninominali Lombardia 1 - 03 (Bollate), Lombardia 1 - 07 (Cinisello Balsamo), Lombardia 1 - 09 (Milano - Sesto San Giovanni) e Lombardia 1 - 10 (Cologno Monzese).

## Dati elettorali

### XVIII legislatura
Come previsto dalla legge elettorale, 386 deputati erano eletti in 63 collegi plurinominali con ripartizione proporzionale a livello nazionale tra le coalizioni e le singole liste che avessero superato la soglia di sbarramento stabilita.
Nel collegio venivano eletti 10 deputati.
| Liste          | Liste                                       | Proporzionale | Proporzionale | Proporzionale | Maggioritario | Maggioritario | Maggioritario |  |
| Liste          | Liste                                       | Voti          | %             | Seggi         | Voti          | %             | Seggi         |  |
| -------------- | ------------------------------------------- | ------------- | ------------- | ------------- | ------------- | ------------- | ------------- |  |
|                | Lega                                        | 126 928       | 22,24         | 1             | 229 879       | 40,27         | 4             |  |
|                | Forza Italia                                | 78 090        | 13,68         | 1             | 229 879       | 40,27         | 4             |  |
|                | Fratelli d'Italia                           | 19 766        | 3,46          | –             | 229 879       | 40,27         | 4             |  |
|                | Noi con l'Italia – UDC                      | 5 095         | 0,89          | –             | 229 879       | 40,27         | 4             |  |
|                | Partito Democratico                         | 131 326       | 23,01         | 2             | 155 474       | 27,24         | –             |  |
|                | +Europa                                     | 19 327        | 3,39          | –             | 155 474       | 27,24         | –             |  |
|                | Italia Europa Insieme                       | 2 948         | 0,52          | –             | 155 474       | 27,24         | –             |  |
|                | Civica Popolare                             | 1 873         | 0,33          | –             | 155 474       | 27,24         | –             |  |
|                | Movimento 5 Stelle                          | 149 127       | 26,13         | 2             | 149 127       | 26,13         | –             |  |
|                | Liberi e Uguali                             | 19 714        | 3,45          | –             | 19 714        | 3,45          | –             |  |
|                | Potere al Popolo!                           | 5 748         | 1,01          | –             | 5 748         | 1,01          | –             |  |
|                | CasaPound                                   | 5 084         | 0,89          | –             | 5 084         | 0,89          | –             |  |
|                | Il Popolo della Famiglia                    | 2 435         | 0,43          | –             | 2 435         | 0,43          | –             |  |
|                | 10 Volte Meglio                             | 1 491         | 0,26          | –             | 1 491         | 0,26          | –             |  |
|                | Per una Sinistra Rivoluzionaria (PCL - SCR) | 1 329         | 0,23          | –             | 1 329         | 0,23          | –             |  |
|                | Partito Repubblicano Italiano – ALA         | 529           | 0,09          | –             | 529           | 0,09          | –             |  |
| Totale         | Totale                                      | 570 810       | 100           | 6             | 570 810       | 100           | 4             |  |
|                |                                             |               |               |               |               |               |               |  |
| Schede bianche | Schede bianche                              | 6 104         | 1,04          |               |               |               |               |  |
| Schede nulle   | Schede nulle                                | 8 878         | 1,52          |               |               |               |               |  |
| Votanti        | Votanti                                     | 585 792       | 76,07         |               |               |               |               |  |
| Elettori       | Elettori                                    | 770 050       |               |               |               |               |               |  |

## Eletti

### Eletti nei collegi uninominali
Eletti nella coalizione di centro-destra (Lega - FI - FdI - NcI-UDC)
     Eletti nella coalizione di centro-sinistra (PD - +EUR - Insieme - CP)
| Collegio uninominale         | Eletto | Eletto            | Partito |
| ---------------------------- | ------ | ----------------- | ------- |
| 3. Bollate                   |        | Andrea Crippa     | Lega    |
| 7. Cinisello Balsamo         |        | Jari Colla        | Lega    |
| 9. Milano-Sesto San Giovanni |        | Guido Della Frera | FI      |
| 10. Cologno Monzese          |        | Luca Squeri       | FI      |

1. ↑  In data 15.02.2021 aderisce al gruppo misto, non iscritti; in data 16.02.2021 alla componente «Cambiamo! - Popolo Protagonista»; in data 27.05.2021 al gruppo Coraggio Italia; in data 23.06.2022 torna nel gruppo misto, non iscritti; in data 28.06.2022 aderisce alla componente «Vinciamo Italia-Italia al Centro con Toti».

### Eletti nella quota proporzionale
| M5S                              | Partito Democratico              | Lega          | Forza Italia        |
| -------------------------------- | -------------------------------- | ------------- | ------------------- |
|                                  |                                  |               |                     |
| Paola Carinelli Stefano Buffagni | Matteo Mauri Gianfranco Librandi | Claudia Terzi | Valentino Valentini |

1. ↑  In data 19.09.2019 aderisce al gruppo Italia Viva - Italia C'è.
2. ↑  Dimissionaria in data 27.06.2018 (assume la carica di assessora nella giunta regionale lombarda); in data 26.07.2018 le subentra Luca Toccalini.